# 保護港 (阿拉斯加州)
保護港（英語：Port Protection）是位於美國阿拉斯加州威尔士亲王-海德人口普查区的一個非建制地區和人口普查指定地區。根據2010年美國人口普查，該地共人口48人，而該地的面積約為11.90平方千米。

## 地理
保護港的座標為56°19′19″N 133°36′24″W / 56.32194°N 133.60667°W，而該地的平均海拔高度為69米（即226英尺）。